# Abacetus aberrans
Abacetus aberrans is een keversoort uit de familie van de loopkevers (Carabidae). De wetenschappelijke naam van de soort werd in 1943 gepubliceerd door Stefano Lodovico Straneo.